# Witchi-Tai-To
Witchi-Tai-To från 1973 är det första av två musikalbum med Jan Garbarek–Bobo Stenson Quartet.

## Låtlista
1. A. I. R. (Carla Bley) – 8:15
2. Kukka (Palle Danielsson) – 4:32
3. Hasta Siempre (Carlos Puebla) – 8:10
4. Witchi-Tai-To (Jim Pepper) – 4:24
5. Desireless (Don Cherry) – 20:25

## Medverkande
- Jan Garbarek – sopran- och tenorsax
- Bobo Stenson – piano
- Palle Danielsson – bas
- Jon Christensen – trummor